# خايمي سميث
خايمي سميث (بالإنجليزية: Jamie Smith)‏ (12 سبتمبر 1989 في المملكة المتحدة - ) هو لاعب كرة قدم بريطاني في مركز الوسط. لعب مع إيستبورن بوروه وبرايتون أند هوف ألبيون وكريستال بالاس ونادي ليتون أورينت ونادي دوفر أتليتيك وHarlow Town F.C. ‏.

## روابط خارجية
- خايمي سميث على موقع قاعدة بيانات كرة القدم.إي يو (الإنجليزية)
- خايمي سميث على موقع Soccerbase.com (لاعب) (الإنجليزية)
- خايمي سميث على موقع Soccerway.com (الإنجليزية)